# Aalkeet-Binnenpolder
Aalkeet-Binnenpolder is de naam van een polder en voormalig waterschap in de gemeenten Maasland en Maassluis, in de Nederlandse provincie Zuid-Holland.
Het waterschap was verantwoordelijk voor de vervening, drooglegging en later de waterhuishouding in de polder.
De polder grenst aan Aalkeet-Buitenpolder en de Sluispolder. Hij wordt doorkruist door de spoorlijn Schiedam - Hoek van Holland en zal ook worden doorkruist door de Blankenburgverbinding, een autosnelweg die ter plaatse in een tunnel, de Hollandtunnel, ligt.

## Externe link

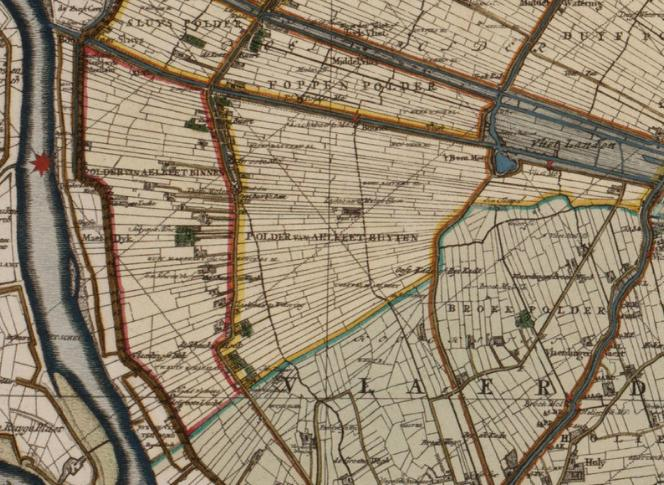
Kaart 1712